# Commersonia pulchella
Commersonia pulchella là một loài thực vật có hoa trong họ Cẩm quỳ. Loài này được Turcz. mô tả khoa học đầu tiên năm 1846.